# Dansk Sygeplejehistorisk Museum
Dansk Sygeplejehistorisk Museum åbnede i 1999, i forbindelse med Dansk Sygeplejeråds 100 års jubilæum, og var beliggende ved Hotel Koldingfjord, på nordsiden af Kolding Fjord. Den 16. januar 2025 blev det offentliggjort at museet lukker pga. lavt besøgstal og har haft sidste åbningsdag.
Museet rummede en fast udstilling og skiftende særudstillinger. På museet fandtes også et bibliotek, som kunne besøges efter forudgående aftale. 

## Historie
Kirsten Stallknecht, den tidligere formand for Dansk Sygeplejeråd (DSR), var initiativtageren til forskning i dansk sygeplejes historie og DSR ansatte historikeren Esther Petersen til dette formål.
I slutningen af 1980'erne kom der så en række bøger om emnet. Sygeplejen havde gennem snart 100 år været et fag, man skulle uddannes i, og da der i eksisterende museer kun var lidt materiale, der kunne belyse sygeplejens historie, begyndte ideen om et museum for sygeplejehistorie at tage form. En indsamlingskampagne blev etableret, via en notits til medlemmerne af DSR i tidsskriftet Tidsskrift for Sygeplejersker.
Det lykkedes at samle billeder, dokumenter og oplysninger om genstande, der kunne gøres tilgængelige for yderligere forskning og et muligt fremtidigt museum.
Ideen om museet udviklede sig yderligere og blev til et mere konkret projekt, da to mindre bygninger, pavillonerne Fjordglimt og Granly ved Hotel Koldingfjord, fandtes velegnede til formålet.
Hotel Koldingfjord havde også sygeplejehistorisk betydning, da de originale bygninger havde været sanatorium for tuberkuloseramte børn i næsten 50 år.
I 1990 besluttede DSR's ledelse, at starte planlægningen af et museum i de to pavilloner og i forbindelse med DSR's 100 års jubilæum, åbnede museet så dørene for offentligheden i 1999.

### Museet lukkes
Museet lukkede pr. 1 januar 2025. Derefter begyndte en digitalisering af genstande fra museet. Det er planen, 
at sygeplejerskernes historie kan følges online fra 2026.